# Oriol Rosell
Oriol Rosell Argerich (Puig-reig, 7 juli 1992) is een Spaans voetballer. Hij speelt als verdediger bij Sporting Kansas City.

## Clubvoetbal
Rosell kwam in 2006 van RCD Espanyol naar de jeugdopleiding van FC Barcelona, waar hij begon in het Cadete B-team. In het seizoen 2010/2011 werd Rosell een vaste waarde voor de Juvenil A, het hoogste jeugdelftal van FC Barcelona. Met dit team won hij dat seizoen de triplet: het regionale kampioenschap, de Copa de Campeones en de Copa del Rey Juvenil. Op 14 januari 2012 speelde hij zijn eerste wedstrijd voor het tweede elftal van FC Barcelona. In de competitiewedstrijd tegen UD Las Palmas kwam Rosell als invaller voor Javier Espinosa in het veld. In 2012 vertrok Rosell naar Sporting Kansas City, waarmee hij in 2013 de MLS Cup won.

## Interlandcarrière
Rosell debuteerde op 30 december 2013 in het Catalaans elftal in een wedstrijd tegen Kaapverdië.